# Shiho Hisamatsu
Shiho Hisamatsu (jap. 久松志保 Hisamatsu Shiho) (ur. 4 lipca 1979 w Kagoshimie na wyspie Kiusiu), japońska tenisistka.
Karierę na kortach rozpoczęła w 1996 roku w niewielkim turnieju ITF uczestnicząc w kwalifikacjach gry singlowej i w turnieju głównym w grze deblowej. W obu przypadkach odpadła w ćwierćfinale. W następnym roku również grała w turniejach tej rangi a w jednym z nich doszła do finału gry deblowej, w którym jednak przegrała. Przełomowym w karierze stał się rok 2000, w którym na jednym turnieju w Ibaraki wygrała zarówno w grze singlowej jak i deblowej. Swoistego wyczynu dokonała w 2002 roku, kiedy to w trzech kolejnych turniejach w Japonii, wygrała wszystkie trzy finały w grze singlowej. W sumie wygrała siedem turniejów singlowych i dziewięć deblowych tej rangi.
Po raz pierwszy w rozgrywkach cyklu WTA spróbowała swych sił w turnieju kwalifikacyjnym w 1997 roku w Tokio, ale odpadła pierwszej w rundzie przegrywając z tajwańską tenisistką Janet Lee. Rok później ponownie spróbowała swych sił na tym samym turnieju ale zakończyła z identycznym skutkiem. Sztuka udała się jej za trzecim razem i w 1999 roku dotarła do ostatniej rundy kwalifikacji, w której jednak przegrała. W 2001 roku udało jej się wreszcie przebrnąć przez kwalifikacje i wystąpiła w pierwszej rundzie turnieju głównego jednak rodaczka, Saori Obata okazała się od niej silniejsza. W 2003 roku spróbowała swoich w eliminacjach US Open, ale przegrała w pierwszej rundzie z Jennifer Hopkins. Rok później odpadła w drugiej rundzie tego samego turnieju. W 2005 roku dotarła też do drugiej rundy kwalifikacji w Wimbledonie. Największy jednak sukces w rozgrywkach wielkoszlemowych odniosła w 2006 roku w Australian Open docierając do trzeciej rundy kwalifikacji, eliminując po drodze  Tamarine Tanasugarn i Ivetę Benesovą.

## Wygrane turnieje rangi ITF
| turnieje z pulą nagród 100 000 $ |
| turnieje z pulą nagród 75 000 $  |
| turnieje z pulą nagród 50 000 $  |
| turnieje z pulą nagród 25 000 $  |
| turnieje z pulą nagród 15 000 $  |
| turnieje z pulą nagród 10 000 $  |

### Gra pojedyncza
|    | Data       | Turniej   | Kat. | ($)    | Naw.     | Finalistka      | Wynik         |
| 1. | 10/09/2000 | Ibaraki   | ITF  | 10 000 | twarda   | Chang Kyung-mi  | 7:5, 6:7, 6:2 |
| 2. | 09/09/2001 | Kugayama  | ITF  | 10 000 | twarda   | Samantha Stosur | 7:6, 6:3      |
| 3. | 27/08/2002 | Ibaraki   | ITF  | 10 000 | twarda   | Adriana Szili   | 7:5, 7:5      |
| 4. | 03/09/2002 | Saitama   | ITF  | 10 000 | twarda   | Adriana Szili   | 2:6, 6:3, 6:3 |
| 5. | 10/09/2002 | Hiroshima | ITF  | 10 000 | ziemna   | Maika Ozaki     | 3:6, 6:1, 6:3 |
| 6. | 24/09/2006 | Ibaraki   | ITF  | 25 000 | twarda   | Akiko Yonemura  | 6:2, 3:6, 7:5 |
| 7. | 29/10/2006 | Hamanako  | ITF  | 25 000 | dywanowa | Seiko Okamoto   | 6:2, 6:4      |

## Finały juniorskich turniejów wielkoszlemowych

### Gra podwójna (1)
| Końcowy wynik | Rok  | Turniej         | Nawierzchnia | Partnerka      | Przeciwniczki             | Wynik finału |
| Finalistka    | 1997 | Australian Open | Twarda       | Cho Yoon-jeong | Mirjana Lučić Jasmin Wöhr | 2:6, 2:6     |